# Sibyl M. Rock
Sibyl Martha Rock (Butte, 1º agosto 1909 – Los Angeles, 17 novembre 1981) è stata una matematica statunitense, pioniera della spettrometria di massa e dell'informatica. Lavorò all'interno della Consolidated Engineering Corporation (CEC) in un momento in cui gli spettrometri di massa venivano commercializzati per la prima volta da ricercatori e scienziati. Il ruolo di Sibyl Rock fu determinante nello sviluppo di tecniche matematiche per analizzare i risultati degli spettrometri di massa, nello sviluppo di un computer analogico per l'analisi delle equazioni e nello sviluppo di uno dei primissimi computer digitali, il Datatron della CEC.

## Biografia
Sibyl Martha Rock nacque a Butte, nel Montana. Suo padre era un tecnico telefonico, e fu la prima persona ad avvicinarla alla tecnologia. La Rock entrò all'Università della California, a Los Angeles nel 1927, conseguendo una laurea in Matematica nel 1931. Mentre era alla UCLA, fu presidente del capitolo locale dell'organizzazione Pi Mu Epsilon, la società nazionale di matematica.

## Carriera

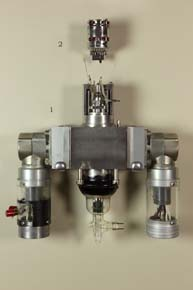
Isatronic source housing of CEC 103 Mass Spectrometer

Sibyl Rock fu impiegata inizialmente nell'industria petrolifera, dapprima presso i Laboratori Rieber, e poi nel 1938 presso la United Geophysical Corporation di Herbert Hoover, Jr.
Si trasferì poi nella filiale di ingegneria e strumenti della United Consolidated Engineering Corporation, quando iniziò a sviluppare lo spettrometro di massa come prodotto commerciale. Il primo spettrometro di massa 21-101 fu consegnato nel dicembre 1942.
Nel 1947 si unì al reparto vendite, dove lavorò a stretto contatto con le persone delle aziende chimiche e di raffinazione che erano potenziali clienti per lo spettrometro di massa e i primi computer digitali, identificando le loro esigenze e preoccupazioni. A partire dal 1953, divenne "responsabile delle funzioni di vendita e di applicazione della Divisione Computer" con il titolo "Responsabile della gestione delle applicazioni" e fu la prima donna ingegnere alle vendite di ElectroData Corporation.